# Barbados en los Juegos Olímpicos de Los Ángeles 1984
Barbados estuvo representado en los Juegos Olímpicos de Los Ángeles 1984 por un total de 16 deportistas, 13 hombres y 3 mujeres, que compitieron en 6 deportes.
El portador de la bandera en la ceremonia de apertura fue el ciclista Charles Pile. El equipo olímpico barbadense no obtuvo ninguna medalla en estos Juegos.